# Liste der Monuments historiques in Monthureux-sur-Saône
Die Liste der Monuments historiques in Monthureux-sur-Saône führt die Monuments historiques in der französischen Gemeinde Monthureux-sur-Saône auf.

## Liste der Objekte
| Bezeichnung                              | Beschreibung                                                          | Standort                       | Kennzeichnung | Schutzstatus | Datum | Bild |
| ---------------------------------------- | --------------------------------------------------------------------- | ------------------------------ | ------------- | ------------ | ----- | ---- |
| Orgel                                    | Haupteintrag für PM88000578                                           | in der Kirche St-Michel (Lage) | PM88001148    | Classé       | 1982  |      |
| Instrumentalteil der Orgel               | 1844 von Nicolas Antoine Lété gebaut                                  | in der Kirche St-Michel (Lage) | PM88000578    | Classé       | 1982  |      |
| Reliquiar mit Darstellung der Kreuzigung | Silber, 17. Jahrhundert                                               | in der Kirche St-Michel (Lage) | PM88001172    | Classé       | 2008  |      |
| Grablegungsgruppe                        | Holz, farbig gefasst, Ende des 15. Jahrhunderts                       | in der Kirche St-Michel (Lage) | PM88000574    | Classé       | 1906  |      |
| Wandvertäfelung der Taufkapelle          | Eichenholz, 18. Jahrhundert                                           | in der Kirche St-Michel (Lage) | PM88001171    | Classé       | 2008  |      |
| Gemälde Notre-Dame des Douze Étoiles     | Darstellung der Madonna mit Kind; Ölfarbe auf Leinwand, um 1600       | in der Kirche St-Michel (Lage) | PM88000575    | Classé       | 1959  |      |
| Skulptur Erzengel Michael                | Holz, farbig gefasst und vergoldet, erste Hälfte des 18. Jahrhunderts | in der Kirche St-Michel (Lage) | PM88000576    | Classé       | 1961  |      |
| Wandvertäfelung des Chorraums            | Eichenholz, 18. Jahrhundert                                           | in der Kirche St-Michel (Lage) | PM88000577    | Classé       | 1968  |      |